# Глава правительства
Эта статья описывает случаи, когда глава правительства не является главой государства.
Глава́ прави́тельства — главное должностное лицо исполнительной ветви власти, зачастую стоящее во главе кабинета. В парламентской системе власти главу правительства часто называют премьер-министром, председателем правительства и т. д. В президентских республиках  или монархиях глава правительства может быть главой государства, которого часто называют, соответственно, президентом или монархом.
Нынешний рекорд самого многолетней работы главой правительства в демократическом государстве поставил Таге Эрландер (премьер-министр Швеции с 1946 по 1969 гг., в общей сложности 23 года без перерыва). Он победил на всех восьми выборах и ушёл в отставку из-за возраста.
Среди всех глав правительств рекорд по продолжительности непрерывного правления принадлежит действующему премьер-министру Бахрейна Халифа ибн Салман Аль Халифа, возглавлявшему правительство с 1970 года по 2020 год.
В полупрезидентских системах глава правительства может являться как главой государства, так и представителем законодательной власти (напр., парламента). Примером может служить Пятая Французская республика (с 1958), где Président de la République (с фр. — «Президент республики») назначает премьер-министра, но должен выбрать кого-то, кто может проводить госзаказы и иметь поддержку национальной ассамблеи. Если оппозиция контролирует Национальную Ассамблею (а следовательно, и финансирование парламента и бо́льшую часть законодательных актов), то президент, по сути, вынужден выбирать премьер-министра из оппозиции; в таких случаях, известных как сожительство, правительство контролирует внутреннюю политику, тогда как президент вынужден ограничиться внешней политикой и исполнительной властью.